# 플래티넘 주빌리
플래티넘 주빌리(Platinum jubilee)는 한 나라의 군주가 재위 70주년을 맞이했을 때를 일컫는 말이다.

## 한국의 군주
- 태조왕의 133년이 플래티넘 주빌리에 해당한다.
- 장수왕의 482년이 플래티넘 주빌리에 해당한다.

## 기타 군주
- 엘리자베스 2세의 2022년이 플래티넘 주빌리에 해당한다.

## 같이 보기
- 실버 주빌리(재위 25주년)
- 골든 주빌리(재위 50주년)
- 다이아몬드 주빌리(재위 60주년)